# Fearfighters
Fearfighters is een televisieprogramma van de Nederlandse omroeporganisatie EO, dat werd uitgezonden in de zomer van 2008. In het programma gingen drie kandidaten de ultieme strijd aan met hun fobie. Onder begeleiding van angsttherapeute Yvette van der Pas en EO-presentator Manuel Venderbos kwamen de kandidaten oog in oog te staan met hun grootste nachtmerrie of angst. Het oorspronkelijke format heet Viva Victoria en werd bedacht door Sputnik Media.

## Afleveringen
1. Spinnenvrees
2. Vliegangst
3. Hoogtevrees
4. Hondenvrees
5. Naaldenvrees
6. Vogelangst
7. Claustrofobie
8. Hoe is het nu met…?

## Colofon
- Producent: Skyhigh TV
- Presentatie: Manuel Venderbos
- Regie: Robin Boudestein
- Montage: Dick Bogaard
- Camera: Ruben & Christiaan van den Broeke
- Geluid: Jeroen Les, Tim van den Broeke
- Eindredactie: Mariska Witte
- Redactie: Francis Meijners, Maartje Bottelier
- Productie: Sebastiaan Franke, Fabienne van Leeuwen, Ilona Haas